# G-Lader

Bewegungsablauf eines Scrollverdichters

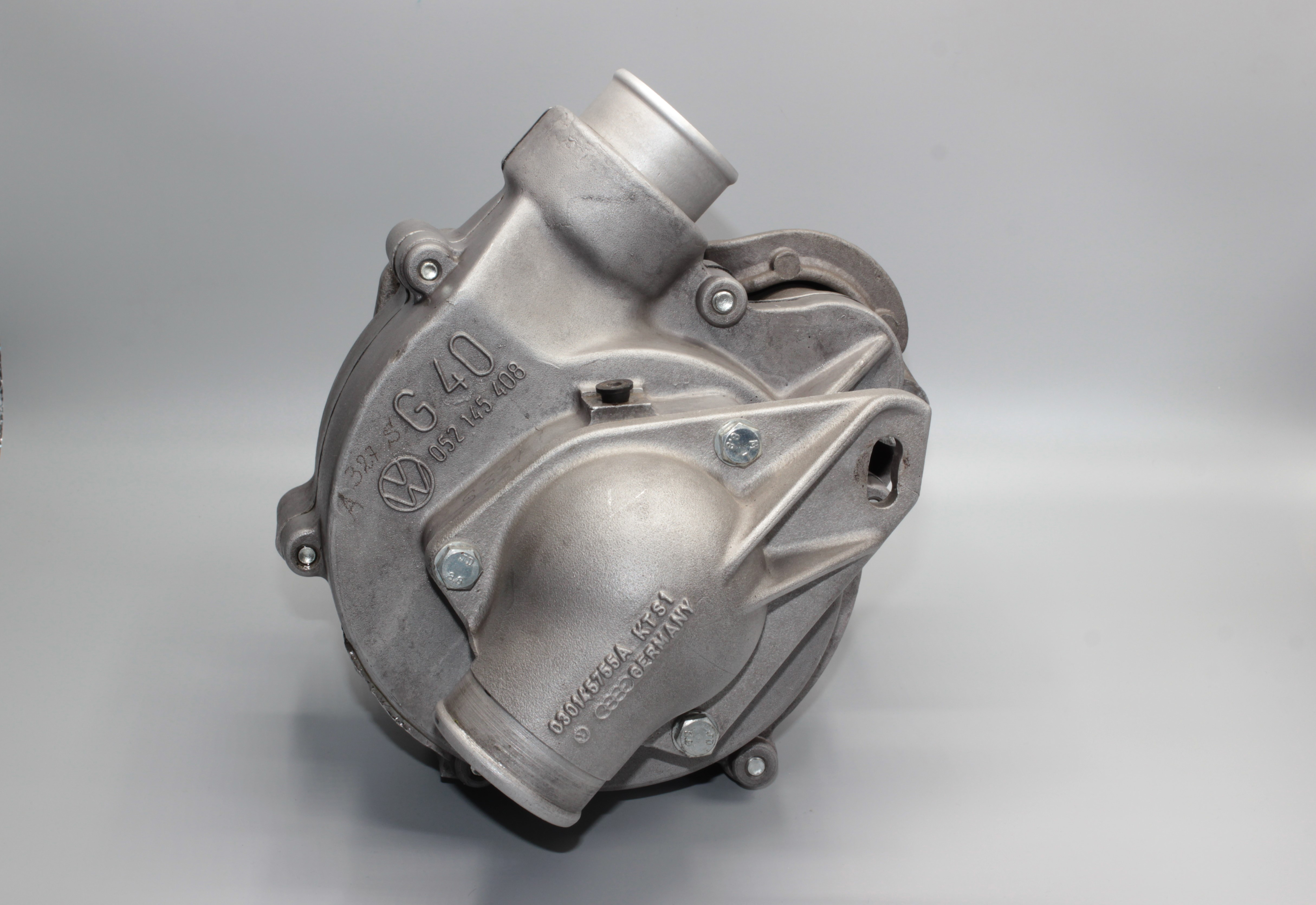

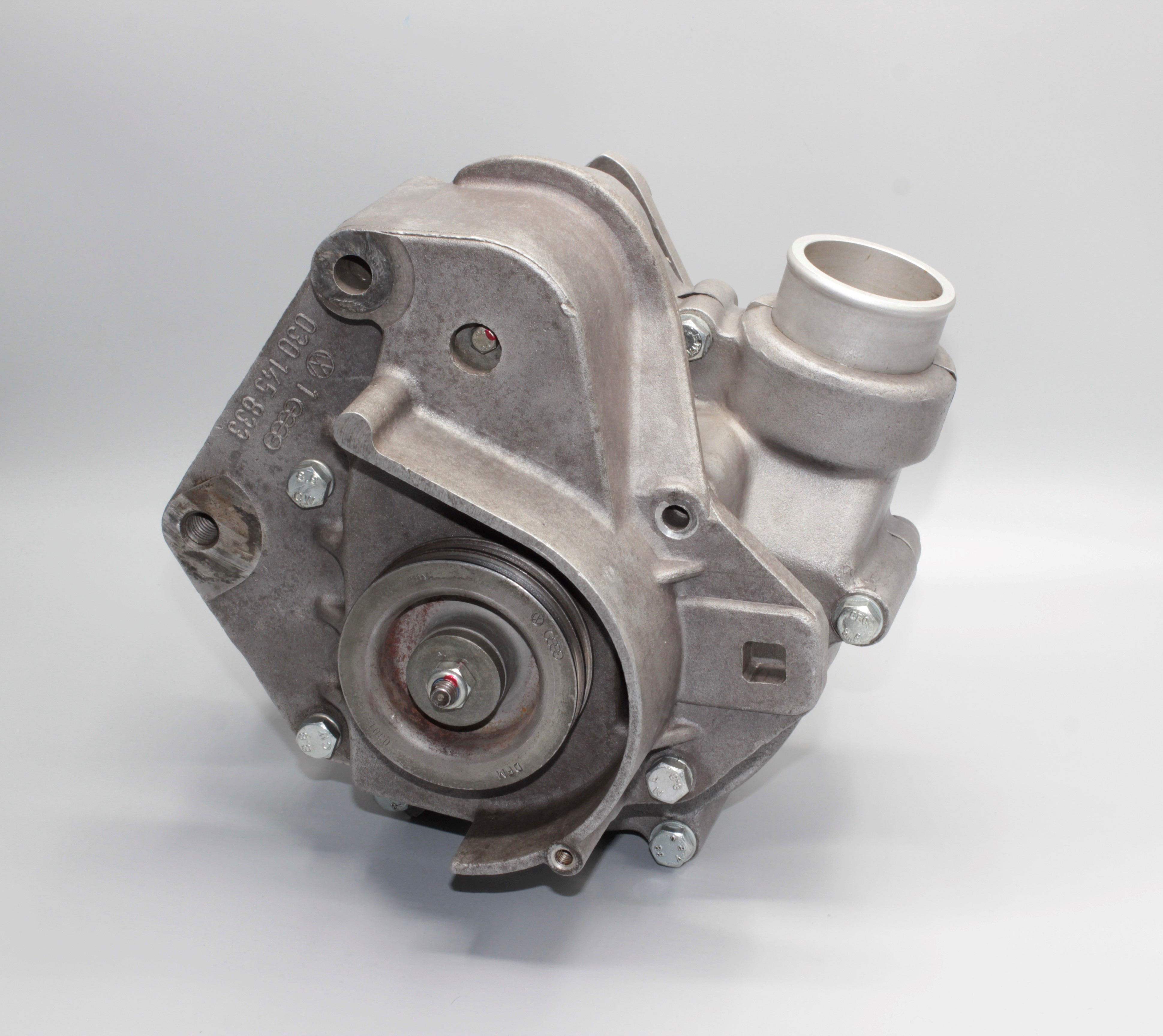

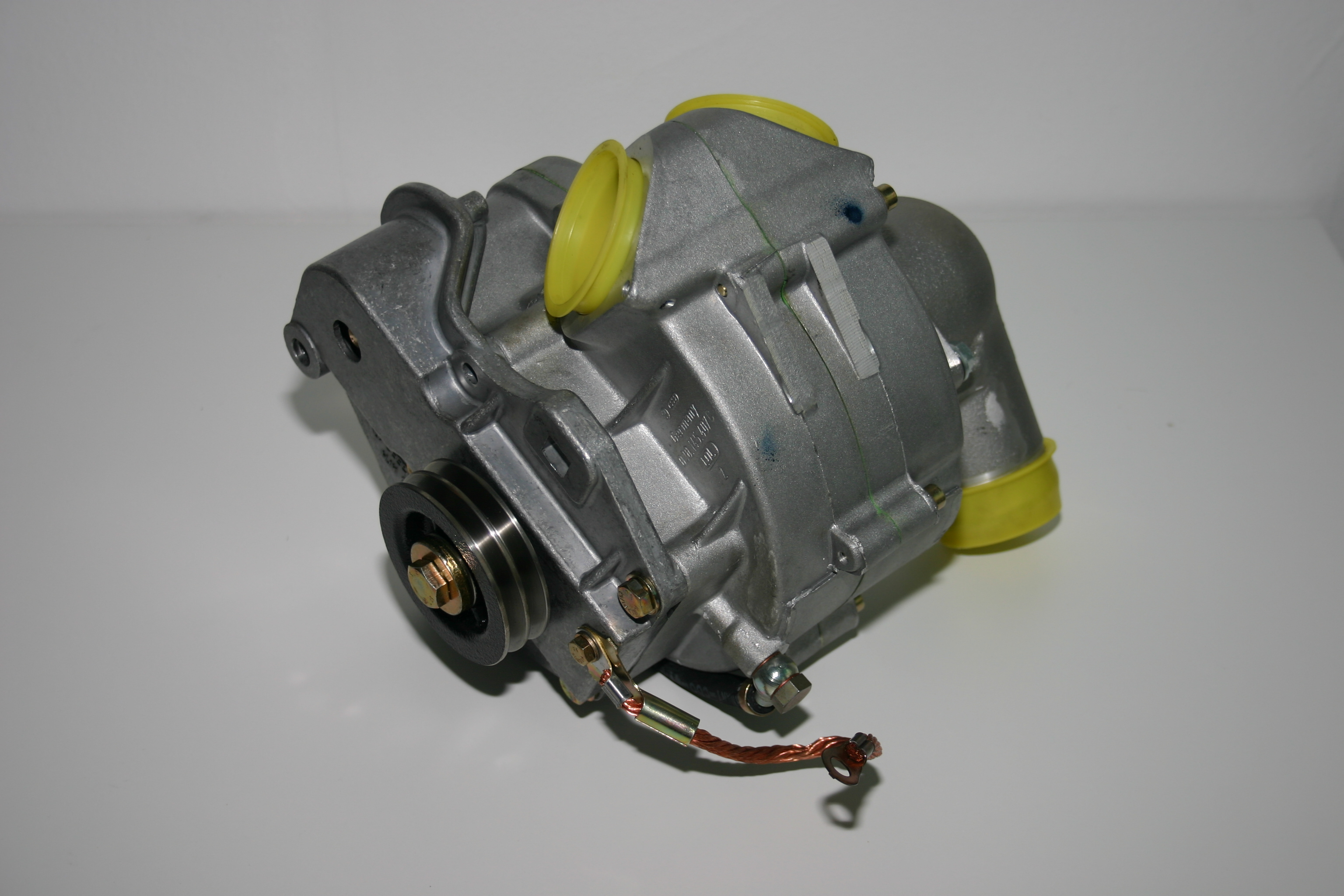
G-Lader (G40), wie er als neues Ersatzteil von Volkswagen geliefert wird

Der G-Lader ist ein Scrollverdichter – also eine Maschine zur Verdichtung von Gasen –, das in verschiedene Volkswagen-Modelle (zuerst im Polo, später dann auch in Passat, Golf und Corrado) eingebaut wurde, um bei bestehendem Hubraum die Leistung des Motors zu steigern.
Die Bezeichnung „G-Lader“ rührt von der Bauform des Laders her, die dem Buchstaben „G“ ähnelt.

## Geschichte
Am 3. Oktober 1905 ließ sich der Franzose Léon Creux diese Art des Luftverdichters patentieren, welcher sich durch ein geringes Arbeitsgeräusch und einen hohen Wirkungsgrad auszeichnet. Aufgrund der damals noch sehr ungenauen Fertigungsmethoden war er jedoch lange Zeit nicht herstellbar, da sich zum Beispiel der Verdränger im Lader auf Hundertstelmillimeter der Gehäusewand nähert, ohne sie zu berühren. Erst mit dem Stand der Technik der 1980er Jahre war es möglich, den G-Lader zu vertretbaren Kosten zu fertigen.
1978 griff man bei Volkswagen die Idee des G-Laders auf und brachte 1987 den Polo G40 auf den Markt, zunächst in einer auf 500 limitierten Stückzahl. Daraufhin bot man auch den Golf, den Corrado und den Passat mit G-Lader an.
Am 1. Juli 1989 ließ sich Georg Jetzer beim Europäischen Patentamt eine „Verdrängermaschine nach dem Spiralprinzip“ patentieren.

## Funktionsweise
Um die Leistung von Verbrennungsmotoren zu erhöhen, gibt es verschiedene Möglichkeiten. Eine davon ist, den Druck im Ansaugrohr zu steigern, entweder mit einem Kompressor oder einem Turbolader. Dadurch wird der Durchsatz vergrößert, es wird bei gegebener Drehzahl mehr Kraftstoff-Luft-Gemisch verarbeitet und das Drehmoment wird höher. Der G-Lader arbeitet mit innerer Verdichtung, da das Medium in ihm selbst komprimiert wird; im Gegensatz zum Turbolader, bei dem der Druck erst in dem angeschlossenen Spiralgehäuse aufgebaut wird.

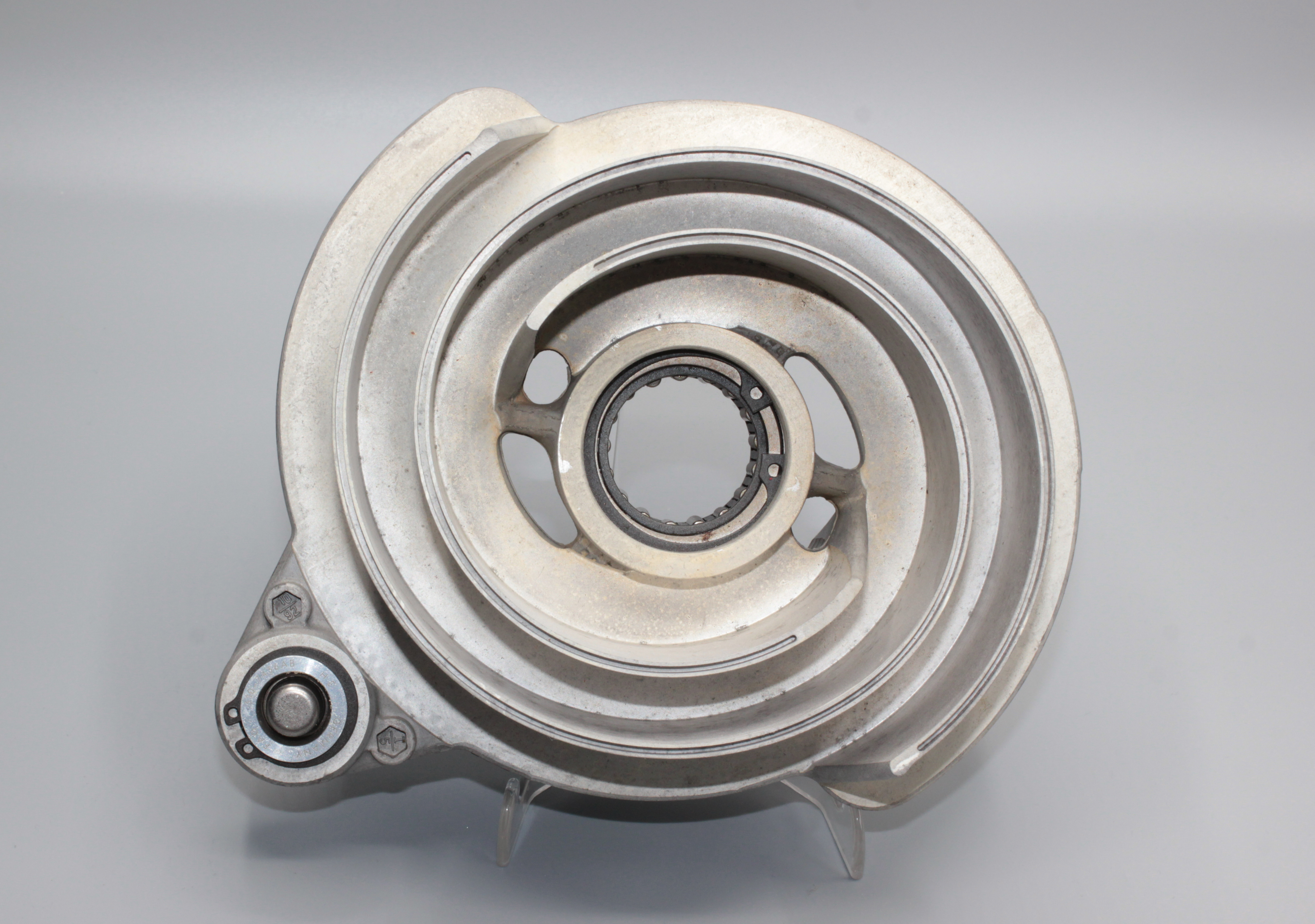

Im Ladergehäuse ist die sogenannte Verdrängerplatte (Verdränger) mit Spiralen auf beiden Seiten, die aus Magnesium hergestellt ist. Das Ladergehäuse selbst enthält auch beiderseits Spiralen, die mit denen des Verdrängers ineinandergreifen. Der Verdränger bewegt sich, angetrieben durch die Exzenterwelle, die durch einen kleinen Riemen mit der Verdrängerwelle verbunden ist, auf einer kleinen Kreisbahn, ohne sich dabei selbst zu drehen. Die Fast-Berührungsstellen jeder Verdrängerspirale mit der jeweiligen feststehenden Spirale wandern spiraleinwärts; die zwischen diesen Stellen liegenden Kammern fördern und komprimieren Luft bis zu einem Enddruck von maximal 0,65 bis 0,72 bar. In der Mitte des G-Laders ist der Auslasskanal, durch den die Luft in den Ansaugtrakt strömt.

## Vorteile
Ein Motor mit G-Lader hat ein besseres Ansprechverhalten als ein Saugmotor,  denn bereits bei niedrigen Drehzahlen entsteht viel Druck im Ansaugtrakt. Anders als bei Turbomotoren ist die Leistungsentfaltung verzögerungsfrei und gleichmäßig, aber verbraucht fast ein Zehntel der Leistung.

## Probleme in der Praxis
Die von Volkswagen verwendeten G-Lader zeigten sich im laufenden Betrieb entgegen den Erwartungen als relativ reparaturanfällig, obwohl Volkswagen sie als wartungsfrei bezeichnet hatte. Abhängig von Drehzahl und Laufleistung verschlissen besonders Antriebsriemen, Dichtleisten sowie Rollenlager und Exzenterwelle, was gerade bei unsachgemäßer Fahrweise nach  eingeschränkter Funktion ohne  Instandsetzung  schnell zur Zerstörung des G-Laders führte.
Volkswagen setzt seit Mitte  1993 keine G-Lader mehr ein, was unter anderem auf die mechanischen Mängel der damaligen Umsetzung zurückzuführen ist. Die zuletzt eigene Herstellung endete in noch deutlich höheren Betriebskosten gegenüber mehr Hubraum. Zudem ist der thermodynamische Wirkungsgrad eines Motors mit G-Lader geringer als bei einem mit Turbolader. Darüber hinaus wurden die Probleme des Turboladers weitestgehend behoben, weswegen heute ganz auf Turbotechnik gesetzt wird.

## Modellvarianten
Die Spiralen des Verdrängers haben eine Tiefe von jeweils 40 mm oder in der größeren Version 59,50 mm, also annähernd 60 mm. Daher kommen die Modellbezeichnungen G40 und G60 der VW-Modelle, in denen er eingebaut war:
- Golf GTI G60 (Golf II)

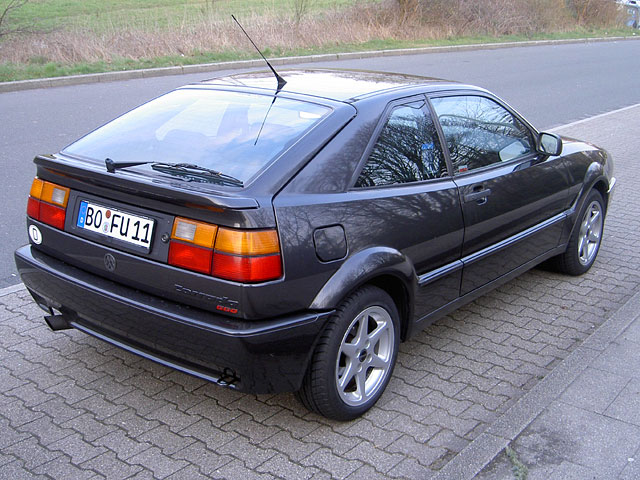
Corrado G60

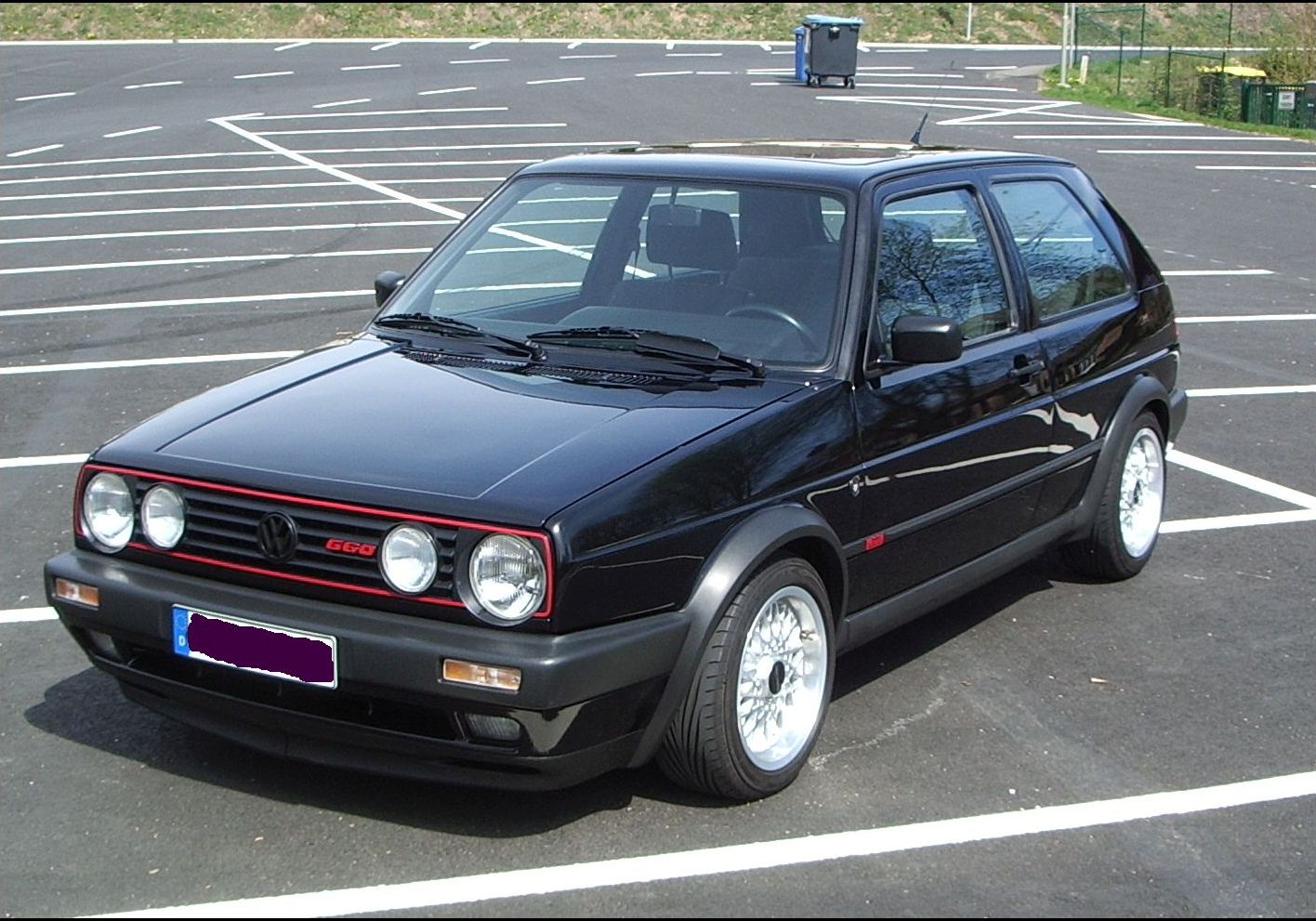
VW Golf G60

- Golf Rallye G60 (Golf II Allrad – limitiert auf 5000 Stück)
- Golf Limited 16V G60 (Golf II Allrad – 70 Stück Sonderserie von Volkswagen Motorsport)
- Golf III 2.0 16V G60 (Sonderserie Volkswagen Motorsport)
- Corrado 53i G60
- Polo II 86c GT G40 (erste regulär verkaufte Serie limitiert auf 500 Stück, 3 Prototypen, diverse Presse- und Vorserienmodelle)
- Polo II 86c G40 Cup (limitiert auf 80 Stück)
- Polo II 86c Öko-Polo
- Polo II 86c Studie „Polo Sprint“
- Polo IIF G40 (Polo 86c)
- Passat G60 syncro (Passat 35i)